# 자후 계각 부호

자후 기호, 눈 목(目)과 해 일(日)자와 동일

자후 계각 부호(중국어: 贾湖契刻符号, 병음: Jiǎhú qìkè fúhào)는 중국 허난성 자후 유적에서 발굴된 16개의 기호를 말한다. 이 기호는 갑골문처럼 거북이 껍질에 새겨졌는데 그 모양이 갑골문자와 유사하다. 자후 유적은 신석기 시대 유적으로 기원전 7000년부터 기원전 5800년 무렵의 것으로 추정하고 있고, 자후 기호는 기원전 6600년경에 새겨진 것으로 추정하고 있기 때문에 자후 기호를 갑골문자보다 더 오래된 중국 최초의 원시문자로 보는 이도 있다.

## 같이 보기
- 미해독 문자